# رومان روسيل
رومان روسيل (بالفرنسية: Romain Roussel)‏ هو كاتب فرنسي، ولد في 1 مارس 1898 في Le Teil ‏ في فرنسا، وتوفي في 26 أغسطس 1973.